# Human Clay
Human Clay é o segundo álbum de estúdio da banda post-grunge Creed, lançado em 28 de setembro, 1999. Human Clay é o único álbum do Creed sem uma faixa título.
De acordo com Mark Tremonti, a capa do álbum representa uma encruzilhada que cada homem encontra em sua vida e o homem de barro representa "nossas ações, que o que somos cabe a nós, que nós conduzimos nosso próprio caminho e fazemos nosso próprio destino". O título do álbum vem de uma letra em "Say I" ("The dust has finally settled on the field of human clay"), uma canção que leva a mesma mensagem.
Esse foi o último álbum antes da divisão da banda em 2004, que apresenta Brian Marshall no baixo; ele saiu da banda pouco antes da turnê para o álbum em agosto de 2000. Mark Tremonti preencheu como o baixista no terceiro álbum, Weathered, enquanto Brett Hestla se tornou seu baixista na turnê. Entretanto, a banda desde então, se reuniu com Marshall em 2009, que se apresentou no novo álbum da banda, Full Circle.
Human Clay é amplamente considerado como o melhor álbum da banda.

## Recepção
Human Clay foi certificado 11x Platina e 1x(+) Diamante pela RIAA, é o 54º dos 100 álbuns mais vendidos de todos os tempos nos Estados Unidos. O álbum já vendeu 11,560,000 cópias só nos EUA de acordo com os números do Soundscan em janeiro de 2008. Seu grande sucesso comercial fez com que o álbum fosse listado no Rock in Holl Hall da Fama como um dos 200 melhores discos de todos os tempos. Também foi certificado 6x Platina no Canadá, 5x na Austrália e 7x na Nova Zelândia, entre outros. O quarto single "With Arms Wide Open" ganhou um Grammy por "Melhor Canção de Rock". O álbum tem três vídeos lançados dele: "Higher", "What If, " e "With Arms Wide Open", o último dos quais foi votado o 92º melhor videoclipe de todos os tempos pela VH1, que também listou "Higher" como uma das melhores canções de hard rock de todos os tempos em 2009.

## Faixas
| N.º            | Título                  | Compositor(es)             | Duração |  |
| 1.             | "Are You Ready?"        | Mark Tremonti; Scott Stapp | 4:45    |  |
| 2.             | "What If"               | Mark Tremonti; Scott Stapp | 5:18    |  |
| 3.             | "Beautiful"             | Mark Tremonti; Scott Stapp | 4:20    |  |
| 4.             | "Say I"                 | Mark Tremonti; Scott Stapp | 5:15    |  |
| 5.             | "Wrong Way"             | Mark Tremonti; Scott Stapp | 4:19    |  |
| 6.             | "Faceless Man"          | Mark Tremonti; Scott Stapp | 5:59    |  |
| 7.             | "Never Die"             | Mark Tremonti; Scott Stapp | 4:51    |  |
| 8.             | "With Arms Wide Open"   | Mark Tremonti; Scott Stapp | 4:35    |  |
| 9.             | "Higher"                | Mark Tremonti; Scott Stapp | 5:17    |  |
| 10.            | "Wash Away Those Years" | Mark Tremonti; Scott Stapp | 6:04    |  |
| 11.            | "Inside Us All"         | Mark Tremonti; Scott Stapp | 5:49    |  |
| 12.            | "Young Grow Old"        | Mark Tremonti; Scott Stapp | 4:30    |  |
| Duração total: | Duração total:          | Duração total:             | 60:48   |  |

## Paradas
| Ano  | Parada        | Posição |
| ---- | ------------- | ------- |
| 1999 | Billboard 200 | 1       |

## Créditos
- Scott Stapp - vocal
- Mark Tremonti - guitarra e vocal
- Brian Marshall - baixo
- Scott Phillips - bateria